# Hector (Minnesota)
Hector è una città degli Stati Uniti d'America, situata in Minnesota, nella contea di Renville.